# Francesc Argerich i Batallas
Francesc Argerich i Batallas   (Sisteró, 1732 - Buenos Aires, 27 de març de 1787) fou un metge català, pare de Cosme Marià Argerich. Havia estat vicerector del Real Colegio de Cirugía de Cadis, i cap el 1767 marxà a l'actual Argentina, on fou cirurgià major del presidi i examinador del Tribunal del Protomedicat del Riu de la Plata, dependent de la Companyia de Jesús. El 1780 participà com a cap de l'expedició mèdica de les tropes que lluitaren contra Túpac Amaru II.